# Richard Janssen
Richard Janssen (* 12. April 1961 in Manchester) ist ein niederländischer Musiker,  Songwriter  und Bandleader der Fatal Flowers. Er arbeitet auch als Bühnenbildner.

## Biografie

### Frühe Jahre
Richard Janssen wurde zwar in Manchester geboren, aber bereits im Alter von drei Monaten kehrten seine Mutter und sein Stiefvater als Staatsangehörige in die Niederlande zurück. Sein leiblicher Vater stammt ursprünglich aus Spanien.
Janssen wuchs in Utrecht auf und schon als Teenager spielte er in verschiedenen Bands und mit verschiedenen Musikern; darunter Erik de Jong (später bekannt als Spinvis) und Erik van Putten (später als alias  Eric Cycle bei Quazar aktiv). 1980 zog er nach Amsterdam, wo er an der niederländischen Film- und Fernsehakademie studierte. Im Keller eines besetzten Hauses spielte er mit den Musikern Tijn Touber, Marius Schrader und Marcel Kruup in der Band The Pilots.
Einige Bandmitglieder machten bald als Midnight To Six weiter, zu denen dann auch die Backgroundsängerin Monique Klemann stieß, die auch Loïs Lane gründete. Janssen brach sein Studium aber ab, um sich auf die Musik zu konzentrieren. Allerdings lösen sich die Midnight To Six auf und Touber und Kleman konzentrieren sich auf Loïs Lane. Janssen wiederum gründete 1984 zusammen mit Henk Jonkers und Marco Bram die Fatal Flowers.

### Fatal Flowers
Die erste Veröffentlichung brachte bereits den nationalen Durchbruch, das Album von 1986 Younger Days machte die Band zu einem führenden Vertreter der „Amsterdamer Gitarrenschule.“ 1987 wird Janssen zusammen mit Fatal Flowers mit einem Edison ausgezeichnet und ist Vorgruppe beim Pinkpop. Im Frühjahr 1988 gingen die Fatal Flowers nach Amerika, wo sie an ihrem dritten Album Johnny D. Is Back! arbeitete.
Kurz nach 1990 wechselten die Fatal Flowers von der WEA zu Mercury. Am 24. Juni 1990 trat die Band auf dem Parkpop-Festival in Den Haag auf. Richard Janssen kündigte den letzten Song mit den Worten „one more time The Fatal Flowers“ an. Es stellte sich heraus, dass es prophetische Worte waren.

„When the Fatal Flowers broke up, people said we were crazy. They said that we were on the verge of an international breakthrough and some financial windfalls. Nonsense! There were very few contacts abroad. However, in the Netherlands, we were at our peak. So it was time to do something else.“

„Als sich die Fatal Flowers auflösten, sagten die Leute, wir seien verrückt. Sie sagten, wir stünden kurz vor einem internationalen Durchbruch und einigen finanziellen Glücksfällen. Unsinn! Es gab nur sehr wenige Kontakte ins Ausland. In den Niederlanden waren wir jedoch auf dem Höhepunkt. Es war also an der Zeit, etwas anderes zu tun“

Eine Reunion der Band im eigentlichen Sinne hat es danach zunächst nicht gegeben; die Band trat am 3. Juli 2002 im The Blue Tea House im Vondelpark in Amsterdam nur zusammen auf, um die Veröffentlichung der Kompilation Younger Days – The Definitive Fatal Flowers zu promoten.
Am 16. Januar 2019 wurde bekannt gegeben, dass The Fatal Flowers wieder auftreten würden. Im Juni 2019 tourte die Band durch die Niederlande und spielte am 27. und 28. Juni 2019 ihren letzten Gig im Amsterdamer Paradiso.

### Produzent und Solokarriere
1991 mieteten Janssen und Jonkers ein Tonstudio in Amsterdam an und wurden die Produzenten einiger anderer Bands; insbesondere von Spo-Dee-O-Dee. 1993 gründete er Shine, was mehr ein Projekt als eine Band war, da er mit unterschiedlichen Musikern zusammenarbeitete.
Janssen gründete sein mit Rex Recordings sein eigenes Label und veröffentlichte sein Soloalbum Love Baby Love in einer limitierten Auflage von 1000 Stück.
Im Oktober 1998 spielte er mit Robin Berlijn (Fatal Flowers) und Martijn Bosman (Kane) bei einer „2-Meter-Session“ als Cover Creep von Radiohead. Danach engagierte er sich kurzzeitig in der Begleitband von Ellen ten Damme.
Ab 2002 war er als Musiker an verschiedenen Projekten des Amsterdamer Theaters beteiligt und entwarf Bühnenbilder für das Theater Alaska. 2007 übersetzte er Elvis Costellos „I Want You“ für die Sängerin Lucretia van der Fleet.

## Diskografie

### Pilots
- 1984 Pilots, Selbstveröffentlichung als Musikkassette.

### Fatal Flowers
- siehe Fatal Flowers

### Shine
- 1993: Boys
- 1995: Modern Popmusic

### Soloalbum
- 1996: Love Baby Love